# Гастон Мерсје
Гастон Антоан Мерсје (фр. Gaston Antoine Mercier; Париз, 5. јун 1932 — Бисјер, 4. јул 1974) био је француски веслачки репрезентативац. Био је троструки учесник олимпијских игара. Веслао је у свим веслачким дисциплинама.
Са француским двојцем са кормиларом, учествовао је на Летњим олимпијским играма 1952. у Хелсинкију. Освојили су златну медаљу испред двојаца Западне Немачке и Данске. Француски двојац је веслао у саставу:Ремон Сал, Гастон Мерсје и кормилар Бернар Маливоар.
Четири године касније на Олимпијским играма 1956. у Мелбурну веслао је у четверцу без кормилара у саставу:Ив Делакур, Ги Гијабер, Рене Гисар и Гастон Мерсје. Били су трећи.
На трећим Олимпијским играма 1960. у Риму Мерсје је опет променио дисциплину. Овог пута веслао је у саставу осмерца, са којим није успео поновити раније успехе, јер су били четврти. Следеће године на Европском првенству у Прагу осмерац је био трећи.
У периоду од 1952. до 1959. освојио је више националних титула, а 1953 освојио је титулу и у кајаку двоседу.